# 保安基準の緩和

基準緩和自動車の例。第五輪荷重10tを超えるトラクタ

保安基準の緩和（ほあんきじゅんのかんわ）とは、道路運送車両法によって規定されている保安基準を適用せず緩和することを指す。
「車両の登録時に対する緩和」と「車両の運行時に対する緩和」の2種類が存在し、前者の適用を受ける車両を基準緩和自動車という。

## 保安基準の概要

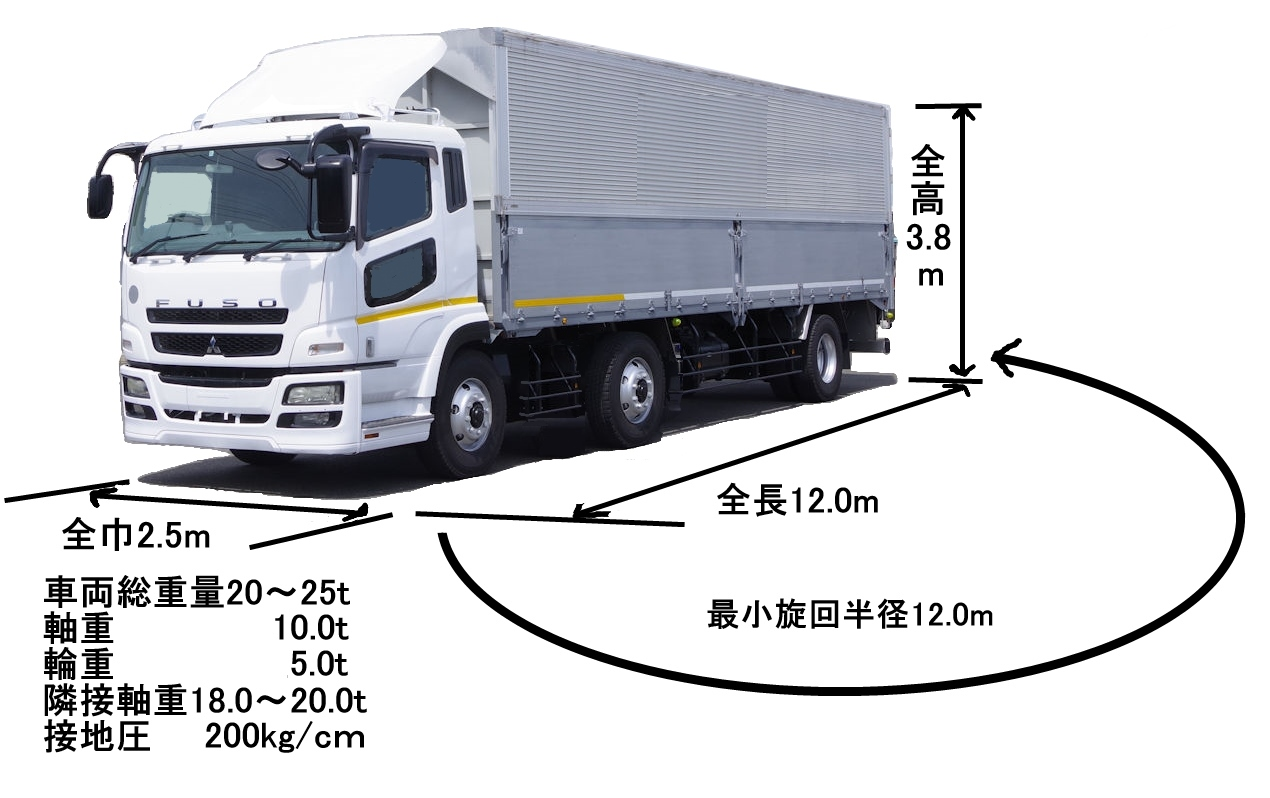
車両制限令及び道路運送車両法による一般制限値

日本における自動車は車両制限令及び道路運送車両法の保安基準によって、主に
- 全長12.0メートル
- 全幅2.5メートル
- 全高3.8メートル
- 軸重10t
- 輪重5t
- 隣接軸重
  - 隣り合う車軸の軸距が1.8メートル未満のときは18.0トン
  - 隣り合う車軸の軸距が1.3メートル以上、かつ隣り合う車軸の軸重がいずれも9.5トン以下のときは19トン
  - 隣り合う車軸の軸距が1.8メートル以上のときは20.0トン
- 接地圧200kg/cm
- 旋回半径12.0メートル

よりも車両の寸法や数値が大きくなってはならないと規定している。
また、主だった事項として
- 高速道路を走行するバスは全乗客分のシートベルトを備えること
- 高速道路を走行するバスはABS、自動ブレーキを備えること
- 定員30名以上のバスは非常口を備えること
- 前部へ赤色、後部へ白色の灯火器を設置しないこと
- 大型貨物自動車には速度抑制装置を備えること

と規定されている。
これらの基準のいずれか、または複数の項目を緩和することを保安基準の緩和または基準緩和という。
道路法47条は、「道路を走る車両（中略）の幅、重量、高さ、長さ及び最小回転半径の最高限度は、政令で定める」としている。
道路運送車両法40条においては、「自動車は、その構造が、次に掲げる事項について、国土交通省令で定める保安上又は公害防止その他の環境保全上の技術基準に適合するものでなければ、運行の用に供してはならない。 」としているため、それぞれの法に対し例外的な取扱いとなる。
また、道路運送車両の保安基準第55条の3においては「第一項の認定を受けようとする者は、次に掲げる事項を記載した申請書を地方運輸局長に提出しなければならない。」とされている。これは、
一　氏名又は名称及び住所、二　車名及び型式、三　種別及び用途、四　車体の形状、五　車台番号、六　使用の本拠の位置、七　構造又は使用の態様の特殊性、八　認定により適用を除外する規定、九　認定を必要とする理由、などを記述した書類の提出を求めたものである。
また、55条の4において「前項の申請書には、同項第八号に掲げる規定を適用しない場合においても保安上及び公害防止上支障がないことを証する書面を添付しなければならない。 」と定められており、走行ルートや走行計画を記した書類の添付を求めることが謳われている。

## 主だった事例
主だったものとして、
- 大型トレーラーのうち、特に大型な車両[4]。

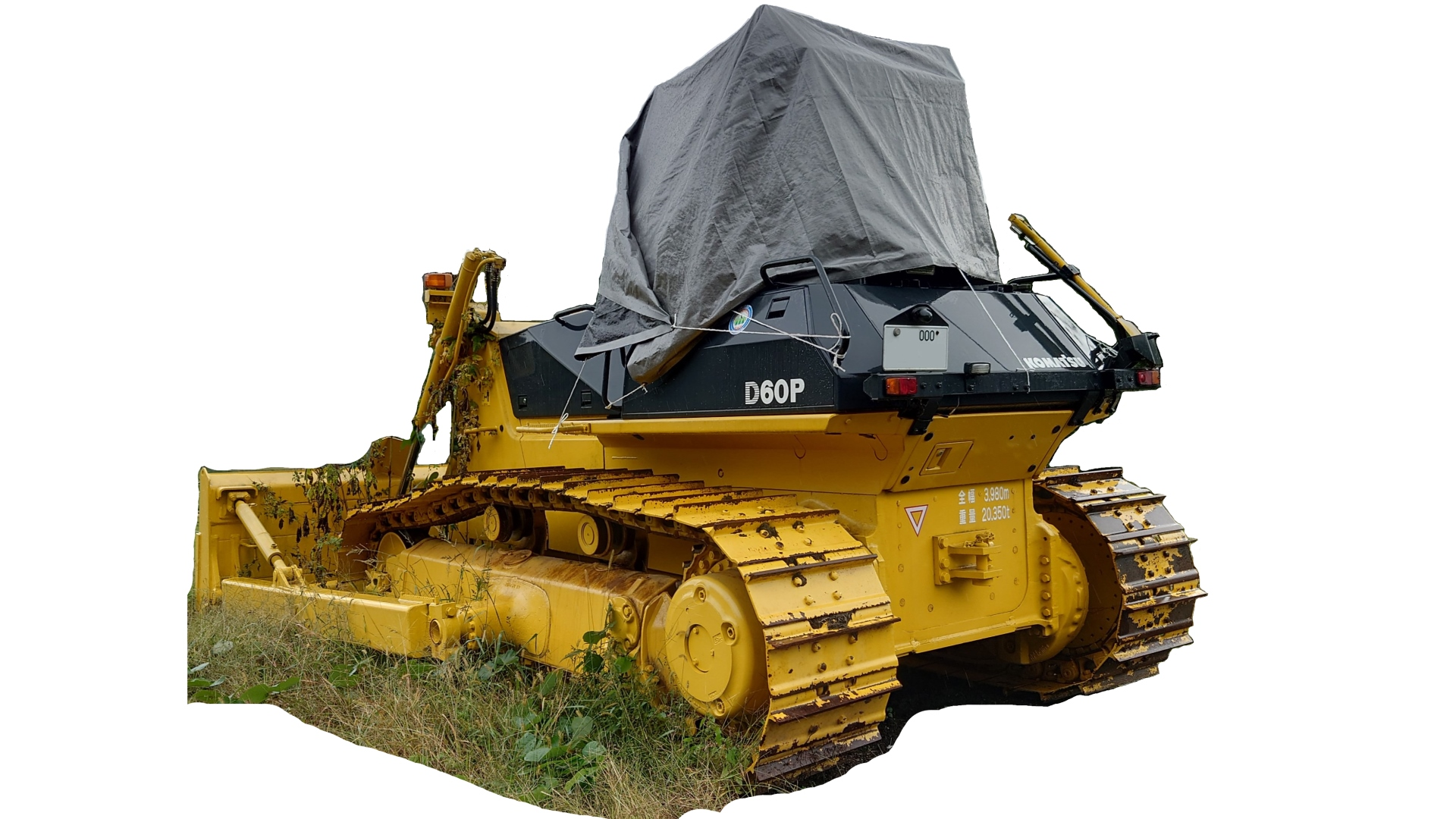
ブルドーザの基準緩和例。
コマツD60P公道仕様機

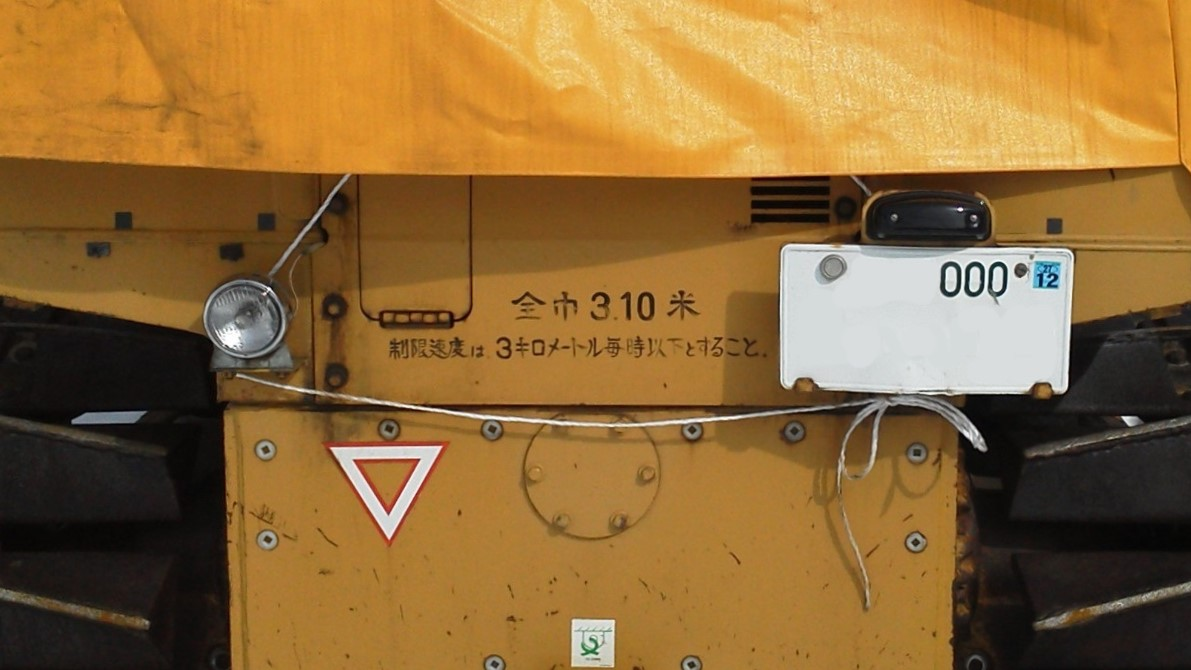
ブルドーザにおける制限事項の記載例。
CATD3C公道仕様機

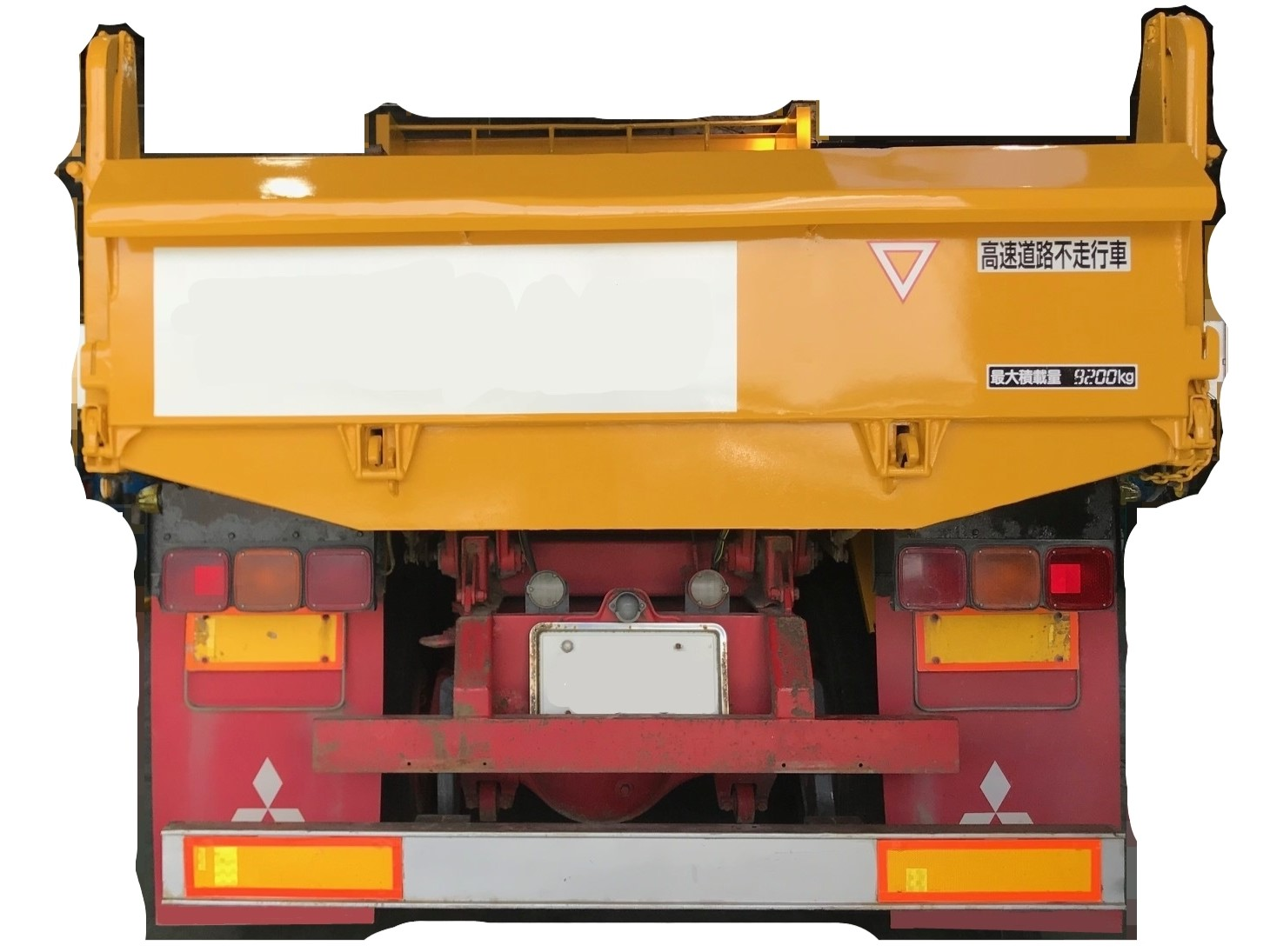
高速道路不走行車の例

- ラフテレーンクレーンやオールテレーンクレーンなどの建設機械のうち特に大型な車両[5]。
- ブルドーザーやロードローラーなどの地均し用の重機[6]。
- ストラドルキャリア[7]。
- 2003年8月31日以前に製作された主に離島や地場に使用の本拠を置く、高速道路等を走行しない大型貨物自動車等[8]。
- 高速道路や有料道路を走行する路線バスなど、立席や横向き座席を備えたり、一部座席にシートベルトを備えない車両[9]。
- 起点及び終点以外の場所において乗降する乗客がきわめて少ない路線を定期に運行する旅客自動車運送事業用自動車、およびその他使用の態様が特殊である自動車[10]。
- メルセデス・ベンツ・シターロの様に非常口を設置していない車両[11]。
- 除雪トラックなどをはじめとする除雪ブレードなどの除雪装備を装備する除雪車[12]。
- 飛行場、港湾で使用するために点滅灯火を備える車両[13]。
- 全幅3メートル以上のトレーラーまたは連結時の全長が16.5メートルを超えるトレーラーをけん引するトラクタのうち、当該トレーラをけん引する場合のみ使用する緑色の点滅する灯火を備えるもの[14]。
- 上記車両の前後を誘導するための自動車であって、誘導中のみに使用する緑色の点滅する灯火を1個備えるもの[15]。
- ABSや衝突被害軽減ブレーキなどの解除装置を有する車両[16]。
- 軽自動車のうちの超小型モビリティ[17]。
- 特に大型である分割可能な貨物の積載や輸送が可能であり、公道を横断する場合に限り運行する車両および該当する車両を牽引できる車両であり長さが21.5m以下のもの[18]。
- 小型特殊自動車および原動機付自転車のうちの搭乗型モビリティロボット[19]。
- 小型特殊自動車および原動機付自転車のうちの動力付きキックスケーター[20]。
- 宮型霊柩車のうち、高さ2m以下の部分に突起物のある車両[21]。
- トレーラーハウスのうち当該自動車が有する施設・工作物が分割困難な構造であるもの[22]。
- ダブル連結トラックを構成する車両であって、保安基準第２条第１項に定める長さ又は高さの基準を超える構造を有する自動車[23]。
- 災害応急対策または災害復旧に供する車両[24]。
- 自動車メーカー等による試作自動車。
- 農耕用トラクタのうち、作業機を取り付けて走行するもの。条件が複雑であるため後述する[25]。
- その他構造又は使用様態が特殊であり、基準緩和をせざるを得ないと認められる事由があると判断される自動車[26]。

などはそれぞれ保安基準から逸脱する範囲において、申請による緩和が必要となる。

## 保安基準の緩和認定と保安上の制限の付与

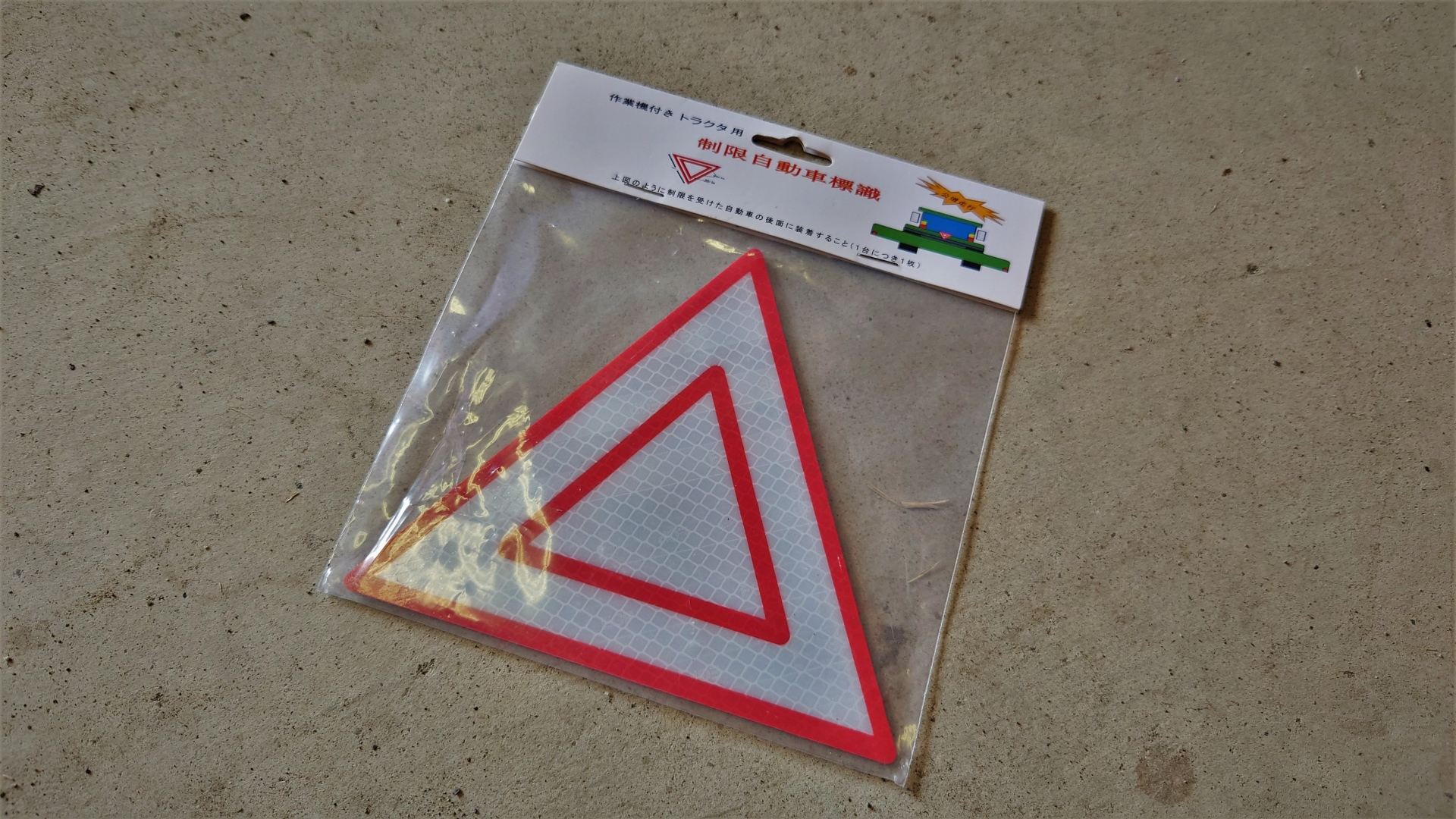
道路運送車両法施行規則第54条 第19号様式による標識。

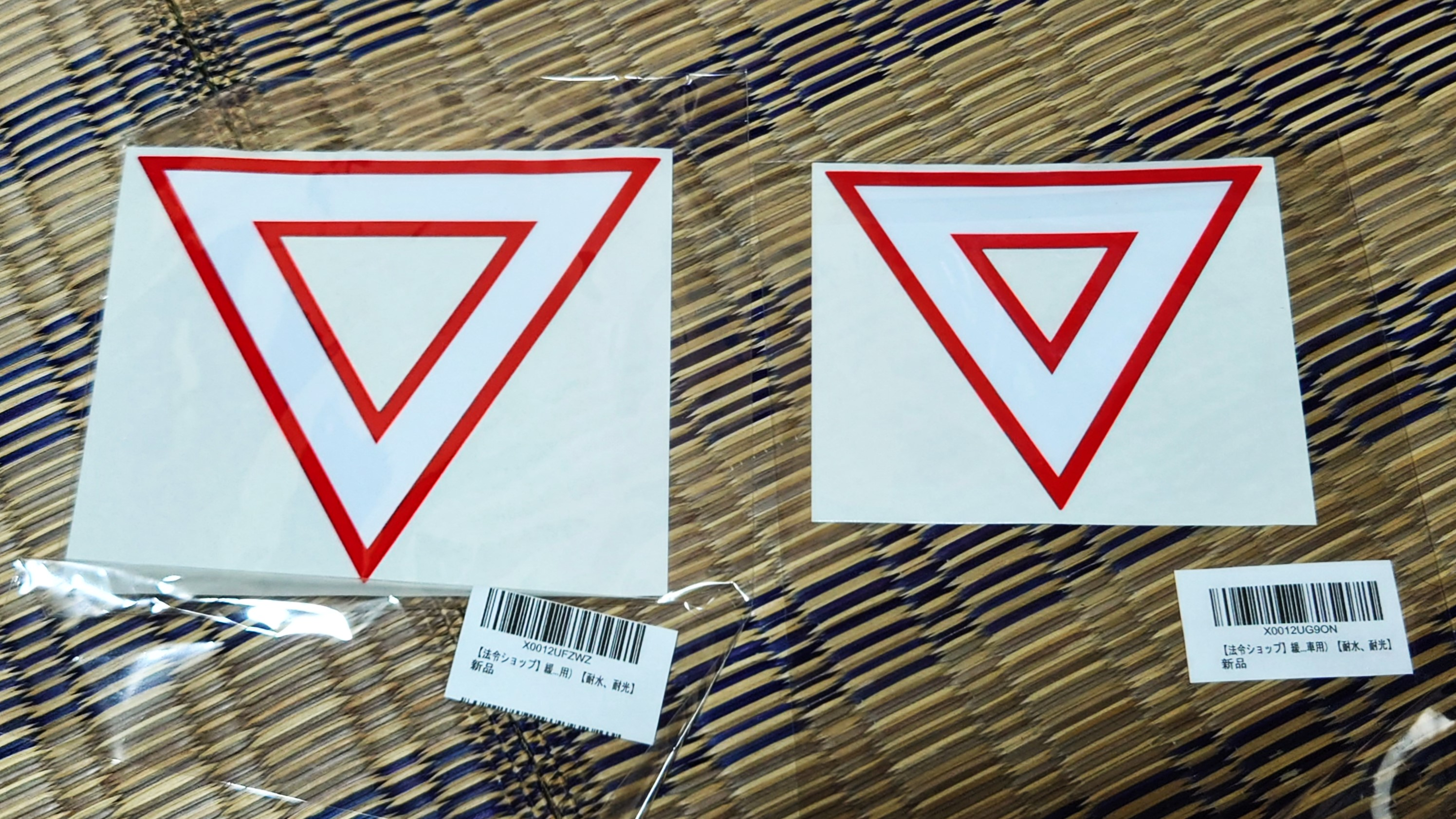
ステッカー式の第19号様式による標識。左は普通車･大型特殊自動車用、右は軽自動車・小型自動車用

基準緩和申請書等の書類による審査によって、車両の登録および車検を受けることができる。書類審査を受け合格した車両を「保安基準緩和車両」という。なお、審査の際に運行上の制限を付与される場合がある。
保安基準緩和車両は自動車検査証の備考欄に緩和を受けた項目と運行上の制限事項を記載し、車両後面の見えやすい位置に「▽」状の一辺が15cm以上である逆三角形の保安基準緩和標章(制限を受けた自動車の標識)を表示するほか、緩和項目と制限事項を表示するように制限を付された自動車においては、緩和事項を車体後面の緩和標章の近接した見やすい場所、および運転席に表示しなければならない。この際、横３５ミリメートル、縦６０ミリメートル以上の大きさの文字を用いて表示するように定められている。また、貨物自動車においては最大積載量も同じ書式で記載するように定められている。ただし、車両寸法等の保安基準以外の事項の緩和等、緩和内容および制限事項を表示する制限を付されていない車両においてはこの限りでなく、自動車検査証の備考欄への記載のみとなる。
一般に「緩和標章」と呼ばれる「▽」状の表示は、運行上の制限があることを意味する表示である。よって、保安基準の緩和を受けた車両であっても、運行上の制限が附加されていない車両については、その表示をしなくてよい。車両寸法や重量等の緩和であれば制限が附加されるのが通常であるが、それ以外の比較的軽微な緩和内容のみであれば、運行上の制限が附加されないことがある。反対に、保安基準の緩和を受けていなくとも、運行上の危険を生ずるおそれなど何らかの保安上の制限のある車両は制限事項を遵守し、場合によってはその旨を表示をしなくてはならない。主だった事例として、ぬかるみ等の危険な道路で主として運行する自動車や、整備不良車や不正改造車として整備のための運行のみ認められた自動車、及び前向き座席にシートベルト設備のない、あるいは立席を設けた乗合バス並びに前述の乗合バスの高速道路等を利用した回送運行及び臨時乗車定員を定めた乗合バスなどがある。ただし、そのような車両は稀であり、一般に「▽」状の表示は緩和標章と呼ばれ、保安基準の緩和を受けた車両に貼付するものとされている。

## 一括緩和
保安基準の緩和を受ける車両のうち、車両の構造等により一括緩和や除雪一括緩和と呼ばれる取扱いを受ける場合がある。
一括緩和の場合、自動車制作者などが諸元を申請する事により、登録時に所有者及び使用者以外の者が保安基準緩和の認定を受けることができる。
以下のような新型自動車等の登録時に対する緩和においては、車両総重量の届出値に対して±400キログラムの範囲で認定をされる。
- 保安基準の緩和認定の際に条件または制限を付されている被けん引自動車を牽引するために、あらかじめ必要な条件または制限を付したけん引自動車であり、かつ保安上および公害防止上支障が無いと認められるもの[38]

- その構造または使用の様態が特殊であり、あらかじめ必要な条件または制限を付した新型自動車等であって、以下のもの
  - クレーン車
  - クレーン用台車
  - 大型特殊自動車(ポールトレーラーを除く)
  - 保安基準の認定要領の第3第5号に規定する被けん引自動車
  - 道路運送車両法施行規則第62条の3の規定に基づき型式認定を受ける小型特殊自動車

また主に除雪に使用する自動車であって、以下のような構造が特殊な自動車においては、運輸局長が公示する事により保安基準の緩和認定を受けたものとして取り扱う。これを除雪一括緩和という。
- 幅が4メートル以下の大型特殊自動車及び小型特殊自動車であって、道路維持作業用自動車であるもの、又は次の除雪用の装置を備えたもの
  - アングリンク等のスノウプラウ
  - サイドウイング
  - ロータリー除雪装置
  - バケットを除くその他除雪用に使用する装置

- 長さが14メートル以下、幅が4メートル以下の除雪用に使用される道路維持作業用自動車のうち積載量を有しない自動車であって、上記の項目の装置を備えないもの

- 長さが14メートル以下、幅が4メートル以下の除雪用に使用される道路維持作業用自動車であって、上記二項目以外のもの

要するに、制作された自動車および基準緩和の認定を受けた車両と同一であると認められる範囲内の車両においては、全て一括して緩和を認めるということであり、逆に言えば制作された車両の寸法等から著しく逸脱した車両においては個別に認定を受ける必要がある。
なお、令和2年度以降、農耕トラクタ、除雪等に使用される自動車、速度抑制装置を備えなければならない自動車、点滅する灯火を備える自動車などの基準緩和認定が一括で公示された。
従前の緩和認定を受けた車両に対する取扱いは基準緩和認定が失効するまでそのままとなる。

## 農耕用トラクタにおける緩和

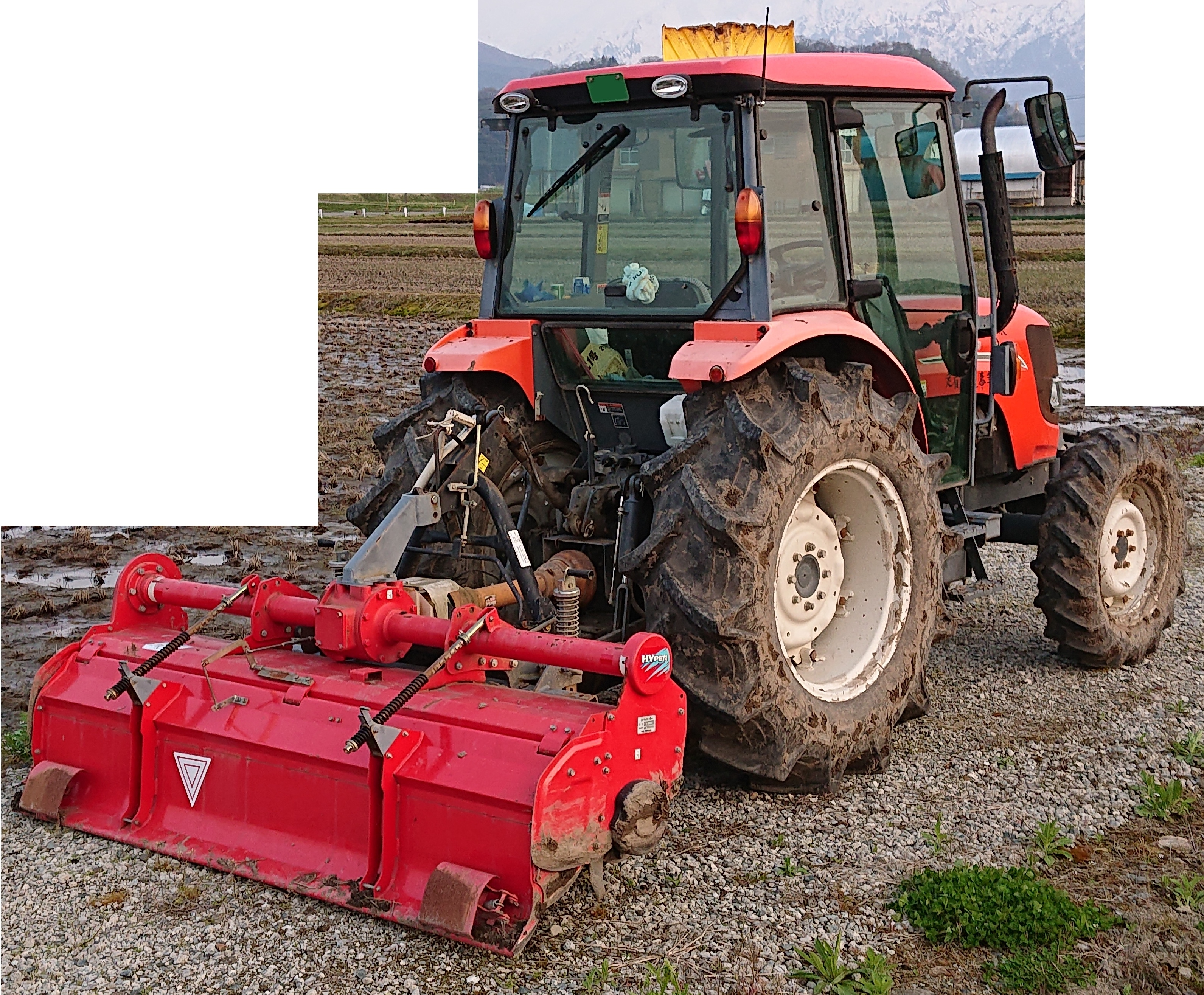
作業機に制限を受けた自動車の標識を表示した例。

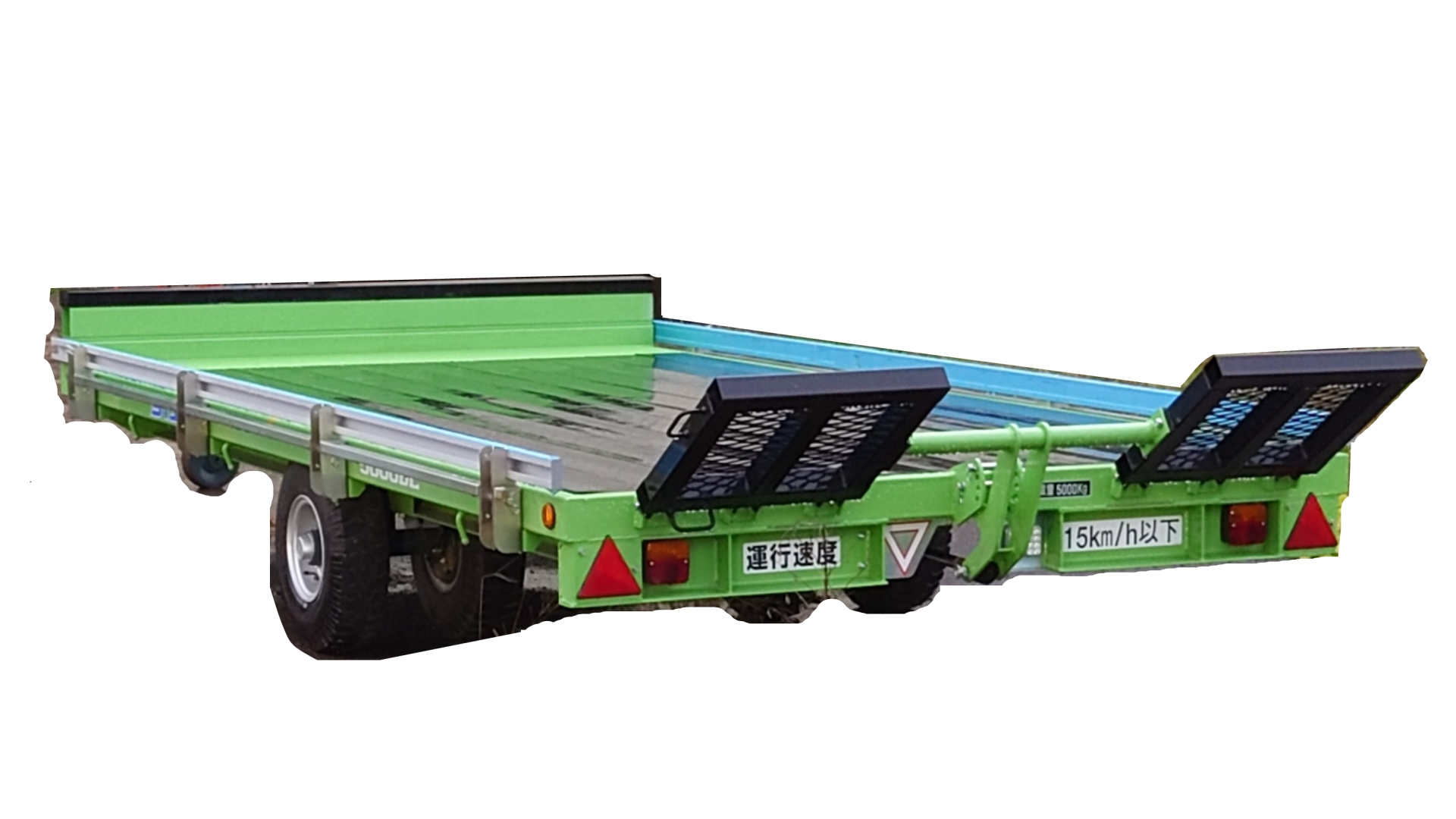
トレーラ型作業機の例。

農耕用トラクタにおいて、トラクタ本体へ取り付ける作業機においては2019年12月25日より、トレーラ型作業機を用いて牽引する場合においては2020年12月25日より国土交通大臣の指定する農耕作業用自動車として指定され、作業機を取り付けたまま公道を走行する事が可能になった。なおその際、
- トラクタ本体へ取り付ける作業機において、
  - トラクタ本体の灯火類が作業機の最外縁より40cm内側に入る場合[41]
  - 全幅が1.7m及び2.5mを超える場合[42][43]
  - 安定性が確認されていない場合[44]

においては制限を受けた標識「▽」を表示する必要がある。
なお、作業機を装着する事により幅1.7mを超える場合にはいわゆる新小型特殊自動車となるため、車両の運行には大型特殊免許が必要となる。また、
- トレーラ型作業機を用いて牽引する場合において、
  - 幅2.5mを超える場合[45]
  - 制動装置を備えない場合、および安定性が確認されていない場合[46]

においては制限を受けた標識「▽」を表示する必要がある。
なお、トラクタが小型特殊車の寸法及び最高速度が15キロメートル毎時を超える車両の運行には大型特殊免許が必要であり、また新小型特殊自動車及び大型特殊車登録の農耕用トラクタにおいてトレーラ型作業機を牽引する場合、並びにトレーラ型作業機が車両総重量750kgを超える車両の運行には牽引免許が必要となる。
また農耕用トラクタ、トレーラ型作業機において機体の寸法、最高速度により大型特殊自動車あるいは小型特殊自動車のナンバープレートの交付を受けなければならない。

## 通行条件
通行許可の取得の際に道路管理者へ申請書を提出し、道路管理者による審査によって通行に必要な条件を提示の上、許可が発行される。この条件を通行条件という。
通行条件は主に、A.B.C.Dの四段階に分けられていて、更に寸法と重量によっても条件が変わる。
具体的には、
| 区分記号 | 重量についての条件                                                                           | 寸法についての条件       |
| -------- | -------------------------------------------------------------------------------------------- | ------------------------ |
| A        | 条件なし                                                                                     | 条件なし                 |
| B        | 徐行及び連行の禁止                                                                           | 徐行                     |
| C        | 徐行、連行禁止、前後に誘導車を配置                                                           | 徐行、前後に誘導車を配置 |
| D        | 徐行、連行禁止、前後に誘導車を配置し、 2車線以内に他車(対向車、並走車)がいないように通行する | -                        |

許可期間は、
| 事業区分等 | 通行期間                                                | 具体例                                               |
| --- | ------------------------------------------------------- | ---------------------------------------------------- |
| 旅客自動車運送事業の用に供する車両で路線を定めている車両                                                                | 2年                                                     | 連節バスを用いた路線バス                             |
| 自動車運送事業用車両で路線を定めていない車両                                                                            | 2年以内 但し、一定の寸法または重量を超える車両は1年以内 | 実運送を行う運送会社の単車やトレーラー連結車など     |
| 第二種利用運送事業用車両                                                                                                | ↑                                                       | 第二種利用運送業者が使用する、単車やトレーラー連結車 |
| 自動車運送事業用車両および第二種利用運送事業用車両以外の車両で通行経路が一定し、 これらの経路を反復継続して通行する車両 | ↑                                                       | 車庫と現場の間を反復して自走するクレーン車など       |
| その他の車両 | 必要日数、但し1年以内                                   | 低床トレーラーによる重機や重量物輸送など             |

が許可される。